# 1324
Năm 1324 (Số La Mã: MCCCIV) là một năm thường bắt đầu vào ? [1] trong lịch Julius.